# سه تلان (ممسنی)
سه تلان در شهرستان نورآباد ممسنی، روستای سه تلان واقع شده و این اثر در تاریخ ۱۲ بهمن ۱۳۸۱ با شمارهٔ ثبت ۷۲۱۳ به‌عنوان یکی از آثار ملی ایران به ثبت رسیده است.